# Saphanodes
Saphanodes is een kevergeslacht uit de familie van de boktorren (Cerambycidae). De wetenschappelijke naam van het geslacht werd voor het eerst geldig gepubliceerd in 1913 door Hintz.

## Soorten
Saphanodes omvat de volgende soorten:
- Saphanodes allardi Villiers, 1969
- Saphanodes apicalis (Chevrolat, 1855)
- Saphanodes decellei Fuchs, 1969
- Saphanodes foveolatus Adlbauer, 2010
- Saphanodes gabonicus (Boppe, 1921)
- Saphanodes ivorensis (Lepesme, 1948)
- Saphanodes juheli Adlbauer, 2007
- Saphanodes lepesmei Villiers, 1969
- Saphanodes lujae Hintz, 1913
- Saphanodes mertensi (Lepesme, 1948)
- Saphanodes orientalis (Villiers, 1958)